# Mike Wengren
Mike Wengren (Chicago, 3 september 1971) is een Amerikaans drummer.
Mike Wengren is de drummer van de Amerikaanse Nu-metal-band Disturbed. Zonder de drummer zou de muziek van Disturbed heel anders klinken. Mike is geboren en opgegroeid in het zuiden van Chicago, de stad waar de hele band op het ogenblik woont. Zijn muzikale invloeden komen tegenwoordig vooral van Slipknot, Machinehead, Sevendust, Staind, Meshuggah, KoЯn, Static-X, Fear Factory en Pantera.